# Barwinkowe
Barwinkowe (ukr. Барвінкове) – miasto rejonowe na Ukrainie, w obwodzie charkowskim, centrum rejonu barwinkowskiego.
Leży nad rzeką Suchyj Toriec.

## Historia
Powstało w drugiej połowie XVII wieku, słoboda guberni charkowskiej.
Prawa miejskie od 1938 roku.
W 1989 liczyło 14 889 mieszkańców.
W 2013 liczyło 9707 mieszkańców.
W 2017 liczyło 8833 mieszkańców.